# Sporting Clube de Macau
Das Sporting Clube de Macau (chinesisch 澳門士砵亭), auch als SC Macau bekannt, ist ein 1926 gegründeter macauischer Fußballverein. Aktuell spielt der Verein in der ersten Liga, der Liga de Elite.

## Stadion
Der Verein trägt seine Heimspiele im 3000 Personen fassenden Lin Fong Sports Centre aus.

## Erfolge
- Macauischer Meister:1950, 1962, 1963, 1991
- Macauischer Vizemeister: 2014
- Macauischer Zweitligameister: 2013  ▲
- Macauischer Pokalsieger: 1951